# Joaquim Molins i Amat
Joaquim Molins i Amat, né le 9 février 1945 et mort le 13 juillet 2017, est un homme politique espagnol, membre du Congrès des députés et du Parlement de Catalogne. Il est mort en raison de complications d'un cancer du pancréas.